# Peso forma
Il peso forma (o peso normale, peso teorico, peso ideale, normopeso) è il valore del peso corporeo umano più indicato per la salute e varia da individuo a individuo.
Il peso forma non è definito omogeneamente. In medicina convenzionale si usano principalmente:
- per bambini e giovani il peso teorico (50 percentili di una data età e sesso)
- la formula di Bernhardt (altezza corporea * circonferenza torace / 240)
- la formula di Broca (altezza corporea - 100)
- indice di Quetelet o Indice di massa corporea (IMC) (peso corporeo / altezza corporea²)

In medicina nutrizionale, il peso forma è considerato un importante dato biometrico per valutare rischi cardiovascolari e generali di mortalità e aspettative di sopravvivenza.
Il peso forma può essere espresso come valore assoluto, anziché in riferimento a indicatori come l'indice di massa corporea. Un riferimento di questo tipo per i medici sono le tabelle bromatologiche, che forniscono il peso normale di un individuo, in funzione di tre elementi: altezza, età, sesso.

## Storia del peso normale
Negli anni cinquanta dello scorso secolo, la Metropolitan Life, una compagnia di assicurazione vita statunitense, indagò sulla correlazione tra peso corporeo e mortalità. Pubblicò poi delle tabelle per uomini e donne con il "peso ideale" per determinare, secondo il peso, una scala di premi. Per la medicina nutrizionale, che cominciava negli stessi anni la sua diffusione, le tabelle fondavano l'ipotesi che il peso corporeo "aumentato" (sopra la media matematica di statistica assicurativa) fosse la causa principale di morte precoce causata da malattie cardiovascolari.
Il recente studio dell'Organizzazione Mondiale della Sanità (2002) ripropone l’obesità come la quinta delle dieci principali cause di morte, relazionandolo nei Paesi occidentali a una perdita di 7,4 anni di vita.

## Indici di peso corporeo

### Peso teorico per bambini e giovani

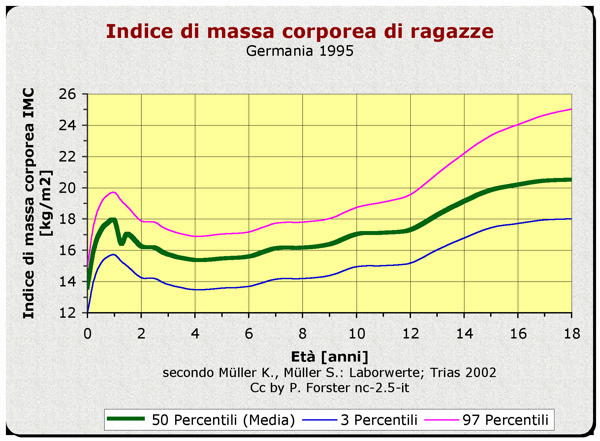
Peso corporeo di ragazze

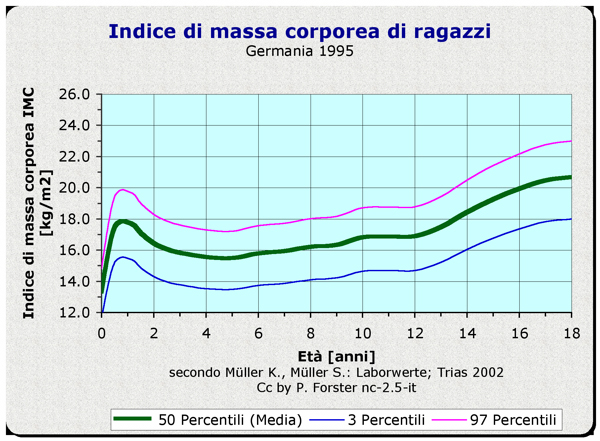
Peso corporeo di ragazzi

Il peso teorico (per giovani) è il valore mediano per una determinata età e un determinato sesso. La Mediana è quel valore per cui la metà degli individui ne è più pesante e l'altra metà più leggera. Nell'analisi, spesso il/la pediatra si serve dei grafici o tabelle dei percentili: ad esempio il valore di peso relativo al "3° percentile" indica quel valore di peso sotto il quale si collocano 3 bambini su 100. Il peso mediano (o, equivalentemente, 50° percentile) di un diciottenne è 62 kg. Solo il 3% pesano meno di 50 kg (3°  percentile) e solo il 3% pesano più di 80 kg (97° percentile). I corrispettivi dati per le giovani donne sarebbero 46 - 57 - 75 kg. Lo svantaggio di queste tabelle è che non è tenuta in considerazione la statura.
Le tabelle per il peso mediano dipendono dal paese e dal periodo in cui vengono adottate. Negli ultimi 50 anni furono spesso revisionate perché si è denotata la tendenza media della popolazione a diventare più alti e quindi più pesanti.

### Formula di Bernhardt

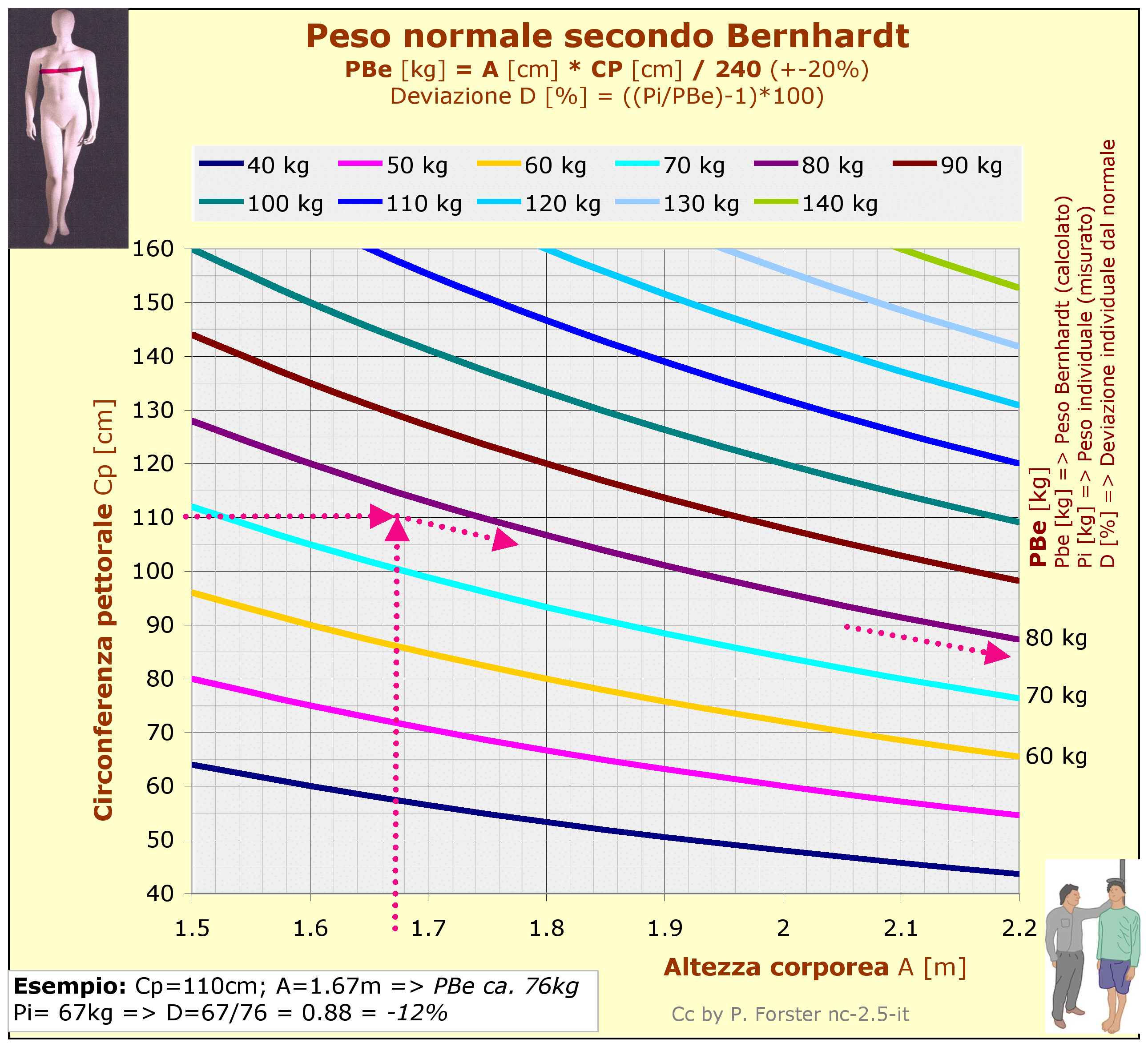
Formula di Bernhardt

Fino a circa cinquant'anni fa, i medici usavano spesso la formula di Bernhardt per determinare approssimativamente il peso normale in kg di una persona: si moltiplicava l'altezza corporea in cm con la circonferenza toracica nella stessa unità, e se ne divideva il risultato per 240. Una persona alta 176 cm e con una circonferenza toracica di 105 cm ottiene un peso normale secondo la formula di Bernhardt di {\displaystyle 176\,{\text{cm}}\times 105\,{\text{cm}}/240\,{\text{cm}}^{2}{\text{/kg}}=77\,{\text{kg}}}.
Implicitamente è qui tenuta in considerazione la postura della persona, perché è l'unica di queste formule composta di una variabile per l'altezza e un'altra per la larghezza corporea.

### Formula di Broca

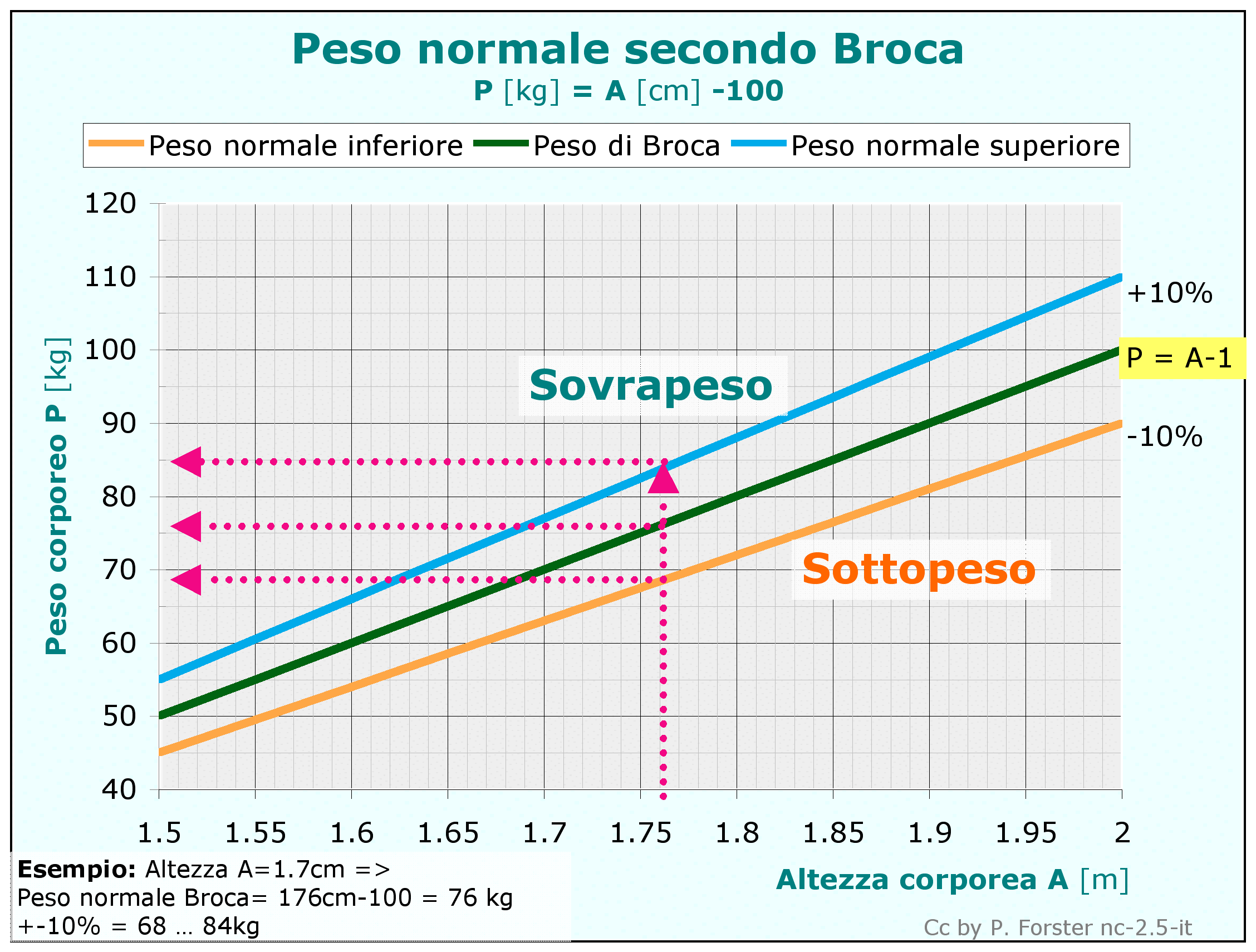
Formula di Broca

La formula di Bernhardt veniva poi sostituita (per motivi di semplicità) dalla formula di Broca: altezza corporea - 100 ± 10% o 20 %. Per esempio: altezza 176 = 176 cm - 100 cm = 76 kg ± 10% = da 69 a 84 kg. Secondo altri autori invece 76 kg ± 20% = da 61 a 91 kg. Lo svantaggio della formula è che non tiene conto di ossatura e muscolatura.

### Formula di Quetelet (IMC)

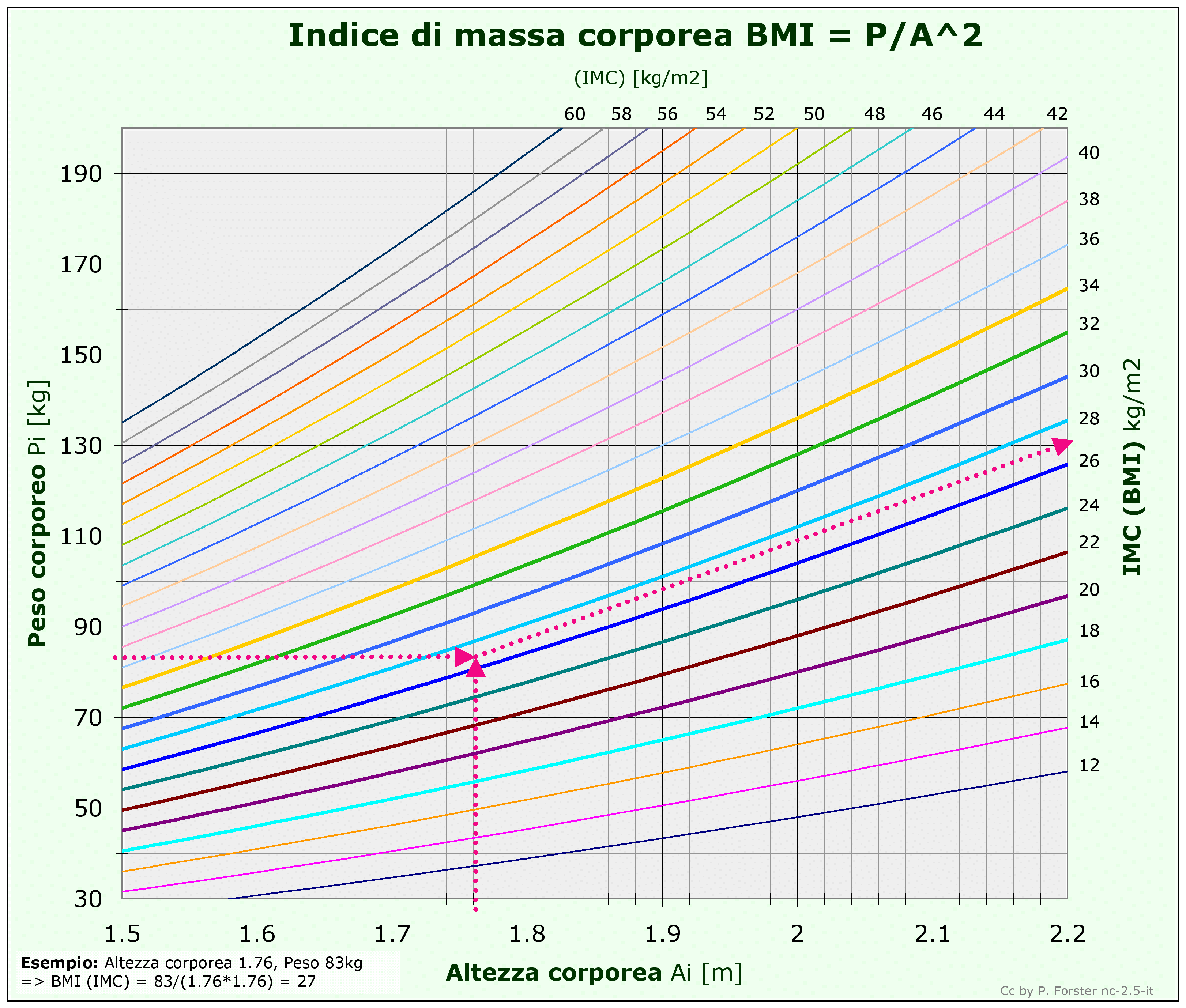
IMC: Formula di Quetelet

L'indice di massa corporea IMC (oppure BMI, Body mass index) è il dato biometrico calcolato dall'altezza corporea A e il peso corporeo P di una persona, cioè facendo il peso diviso il quadrato dell'altezza: IMC [kg/m²] = P [kg] / A² [m²]. Per esempio: altezza corporea = 1,75; peso corporeo = 65 kg: IMC = 65 kg/(1,75 m*1,75 m) = 65 kg/3,0625 m² = IMC 21,22 (normopeso). Negli ultimi decenni si usa principalmente questo metodo, dove l'IMC indica:
- Sottopeso, se inferiore a 18,5 kg/m² (ulteriormente sottoclassificato, vedi tabella sotto)
- Peso regolare (normopeso) se compreso tra 18,5 e 25
- Sovrappeso se compreso tra 25 e 30
- Obesità se superiore a 30 (ulteriormente sottoclassificato, vedi tabella sotto)

### Impedenziometria
Per quanto pratico e utile, l'Indice di Massa Corporea non tiene in considerazione né la costituzione fisica, né la muscolatura dei soggetti. Il primo problema si risolve scegliendo un range di peso-forma per ogni biotipo costituzionale: IMC ideale tra 19,5 e 21,5 per uomini dai fisici particolarmente esili; tra 21 e 23 per fisici normali e tra 23 e 25 per i più robusti di costituzione, scendendo sempre di uno per le donne in tutti e 3 i casi (ad es. IMC ideale per donne esili di costituzione compreso tra 18,5 e 20,5 ecc.)  Il secondo problema invece, cioè la massa muscolare, è il principale e non trascurabile limite dell'IMC, perché essendo i muscoli molto pesanti (più del grasso a parità di volume), gli individui particolarmente muscolosi possono risultare in sovrappeso o addirittura obesi anche se hanno la giusta quantità di grasso. 
Negli ultimi anni, con la diffusione delle bilance impedenziometriche, si preferisce valutare il peso esaminando accuratamente la composizione corporea, distinguendo ossatura, muscolatura, grasso ed altri fattori che influenzano il peso corporeo. Tali strumenti permettono di capire se effettivamente ad un IMC alto corrisponde un fisico grasso e debole oppure robusto, atletico e muscoloso. In particolare, per stabilire il peso-forma, si considera la percentuale di grasso corporeo in funzione del peso, che dovrebbe rimanere intorno a dei precisi valori. Tale percentuale di massa grassa è decisamente più importante del solo peso globale di una persona e con tutti gli altri metodi per il calcolo del peso-forma, IMC compreso, viene trascurata.

## Valutazioni attualmente usate per il peso forma

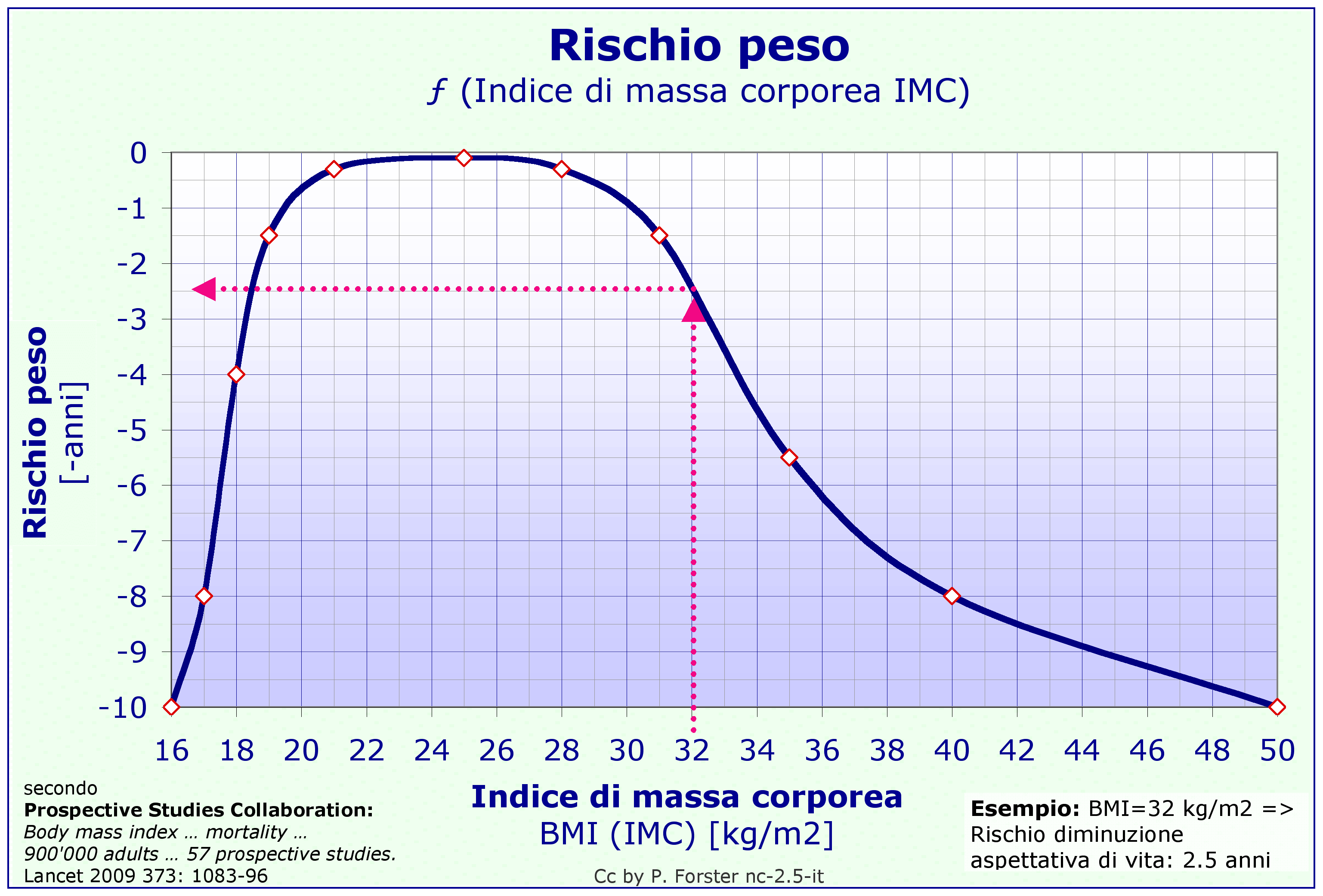
Rischio peso secondo Lancet 2009 373: 1083-96

Secondo gli autori dovrebbero servire a valutare rischi per la salute umana.
Utilizzando l'IMC, sono state proposte diverse tabelle, tra cui:
- tabella proposta dell'Organizzazione Mondiale della Sanità (1998)
- tabella abitualmente usata da medici italiani
- tabella "densità corporea"

### Tabelle pubblicate dall'Organizzazione Mondiale della Sanità
La tabella OMS non differenzia fra uomo e donna.

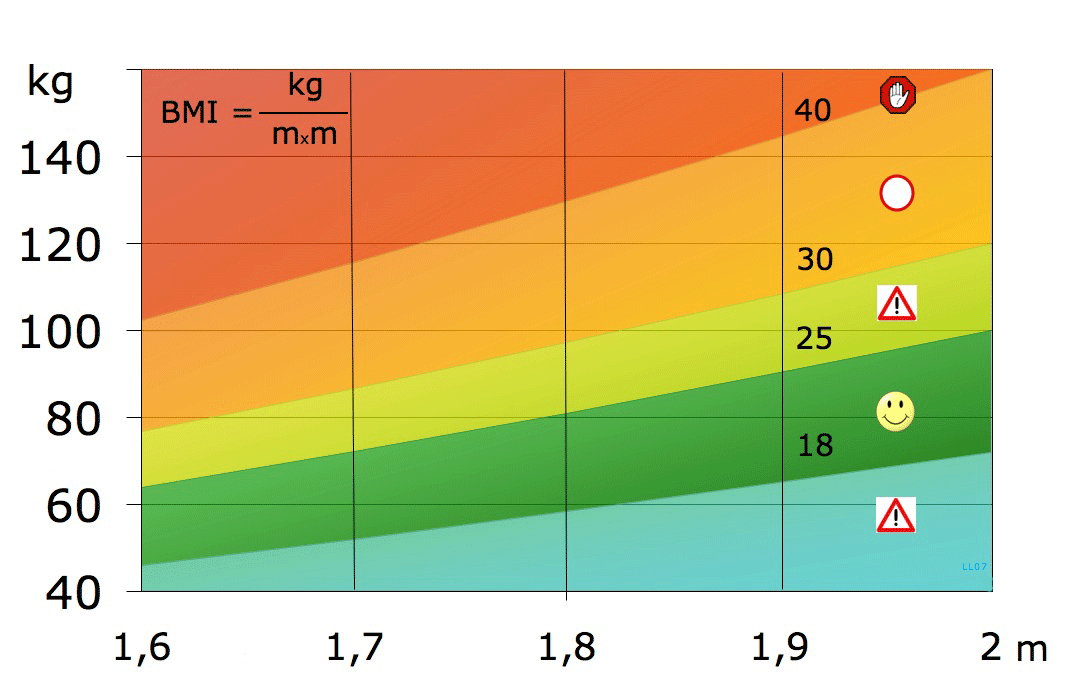
Valutazione dell'IMC secondo OMS

Tabella dell'OMS (1998):
| Sottopeso  | Fino a 18,5   |
| Normale    | Da 18,51 a 25 |
| Sovrappeso | Da 25,1 a 30  |
| Obeso      | Da 30,1 in su |

### Tabella abitualmente usata da medici Italiani
La medicina nutrizionale usa delle tabelle come la seguente per definire termini da "magrezza" fino a "obesità":
| Situazione peso       | Min   | Max  |
| --------------------- | ----- | ---- |
| Super obeso           | >50,1 |      |
| Patologicamente obeso | 40,1  | 50   |
| Gravemente obeso      | 35,1  | 40   |
| Obeso                 | 30,1  | 35   |
| Sovrappeso            | 25,1  | 30   |
| Regolare              | 18,51 | 25   |
| Magrezza              | 16,1  | 18,5 |
| Grave magrezza        |       | <=16 |

### Valutazione secondo il rischio

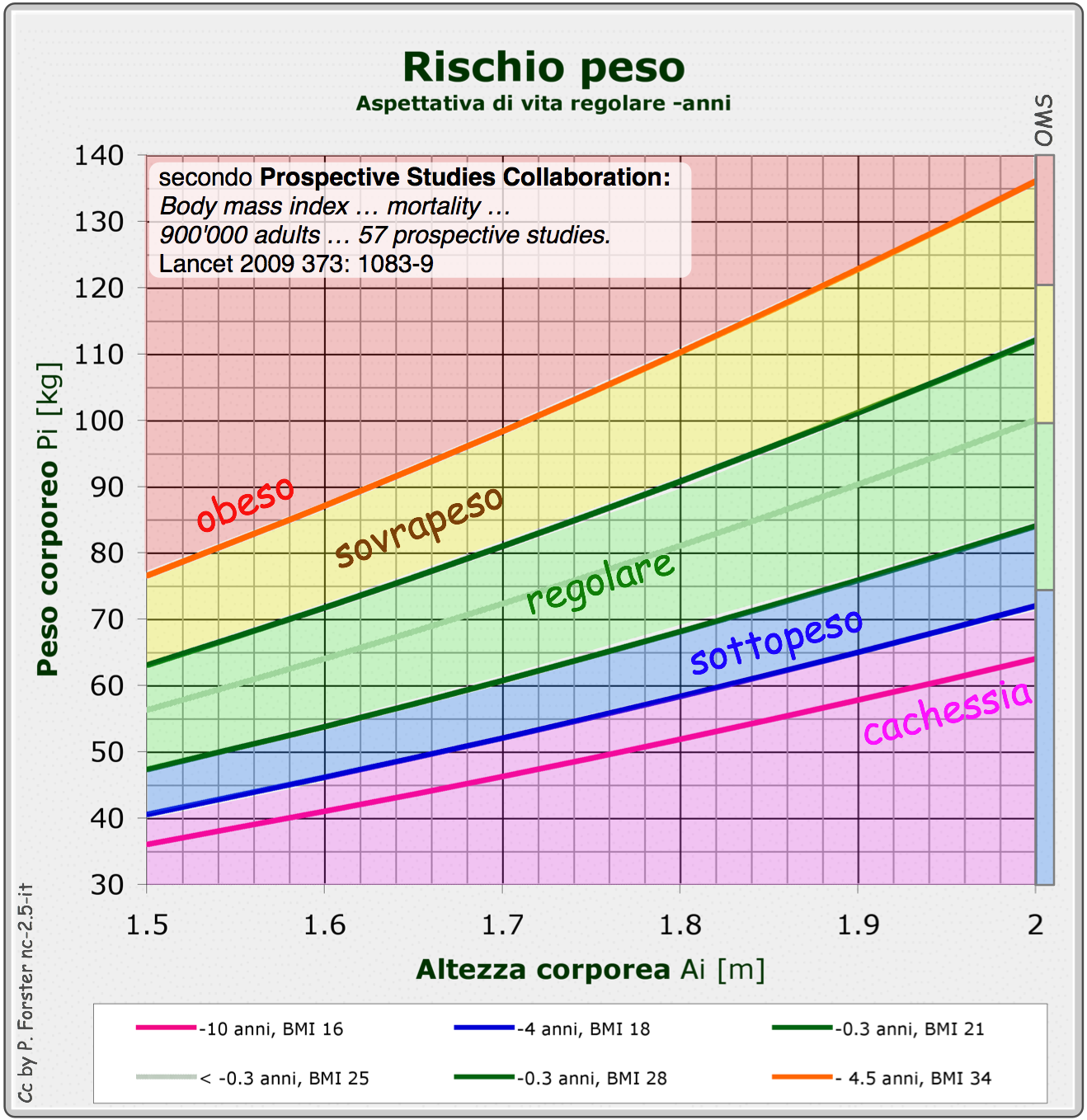
Valutazione del peso secondo Lancet 2009 373: 1083-96

Secondo recenti studi (vedi referenza immagine) si usano le seguenti valutazioni quantitative basandosi sul rischio per l'orientativa diminuzione dell'aspettativa di vita in anni:
| Valutazione | BMI (IMC) | Rischio perdita anni di vita |
| ----------- | --------- | ---------------------------- |
| cachessia   | < 18      | > 4 anni                     |
| sottopeso   | 18 ... 21 | 0.3 ... 4 anni               |
| regolare    | 21 ... 28 | < 0.3 anni                   |
| sovrappeso  | 28 ... 34 | 0.3 ... 4.5 anni             |
| obeso       | >34       | > 4.5 anni                   |